# Тайваньская армия (Япония)
Тайваньская армия (яп. 台湾軍 Тайван-гун) — группировка японских войск, размещённая на острове Тайвань в 1919—1944 годах.

## История
После японо-китайской войны 1894—1895 годов в соответствии с Симоносекским договором Цинская империя передала остров Тайвань Японской империи. Японское правительство образовало Тайваньское генерал-губернаторство с административным центром в Тайбэе. С 20 августа 1919 года генерал-губернатор получил контроль над местными ополченцами, которые составили ядро будущей Тайваньской армии.
После начала японо-китайской войны 1937—1945 годов Тайваньская армия, являясь в основном гарнизонными силами, была передана под управление Шанхайской экспедиционной армии. Часть Тайваньской армии — Тайваньская отдельная смешанная бригада — принимала участие в боевых действиях на континенте, и впоследствии на её базе была развёрнута 48-я пехотная дивизия.
В конце Второй мировой войны, когда положение Японии стремительно ухудшалось, для защиты от возможного вторжения Союзников Тайваньская армия была объединена с рядом других частей, стоящих гарнизонами на Тайване, а 22 сентября 1944 года Тайваньская армия вошла в состав нового 10-го фронта, в которой 1 февраля 1945 года была образована Армия тайваньского района с японцами из 10-го фронта в качестве командиров.

## Список командного состава

### Командующие
|    | Имя                                  | С               | По               |
| -- | ------------------------------------ | --------------- | ---------------- |
| 1  | Генерал Акаси Мотодзиро              | 20 августа 1919 | 26 октября 1919  |
| 2  | Генерал Горо Сиба                    | 1 декабря 1919  | 4 мая 1921       |
| 3  | Генерал-лейтенант Масатаро Фукуда    | 4 мая 1921      | 6 августа 1923   |
| 4  | Генерал Сороку Судзуки               | 6 августа 1923  | 20 августа 1924  |
| 5  | Генерал-лейтенант Хисаити Сугано     | 20 августа 1924 | 28 июля 1926     |
| 6  | Генерал-лейтенант Кунисигэ Танака    | 28 июля 1926    | 10 августа 1928  |
| 7  | Генерал Такаси Хисикари              | 10 августа 1928 | 3 июня 1930      |
| 8  | Генерал Дзётаро Ватанабэ             | 3 июня 1930     | 1 августа 1931   |
| 9  | Генерал-лейтенант Дзиндзабуро Масаки | 1 августа 1931  | 9 января 1932    |
| 10 | Генерал Нобуюки Абэ                  | 9 января 1932   | 1 августа 1933   |
| 11 | Генерал Иванэ Мацуи                  | 1 августа 1933  | 1 августа 1934   |
| 12 | Фельдмаршал граф Хисаити Тэраути     | 1 августа 1934  | 2 декабря 1935   |
| 13 | Генерал-лейтенант Хэйсукэ Янагава    | 2 декабря 1935  | 1 августа 1936   |
| 14 | Фельдмаршал Сюнроку Хата             | 1 августа 1936  | 2 августа 1937   |
| 15 | Генерал-лейтенант Мотоо Фурусё       | 2 августа 1937  | 8 сентября 1938  |
| 16 | Генерал-лейтенант Томоо Кодама       | 8 сентября 1938 | 1 декабря 1939   |
| 17 | Генерал-лейтенант Мицунэ Усидзима    | 1 декабря 1939  | 2 декабря 1940   |
| 18 | Генерал-лейтенант Масахару Хомма     | 2 декабря 1940  | 6 ноября 1941    |
| 19 | Генерал Рикити Андо                  | 6 ноября 1941   | 17 сентября 1945 |

### Начальники штаба
|    | Имя                                | С               | По               |
| -- | ---------------------------------- | --------------- | ---------------- |
| 1  | Генерал-майор Коитиро Сода         | 20 августа 1919 | 25 февраля 1921  |
| 2  | Генерал-майор Кодзиро Сато         | 25 февраля 1921 | 4 февраля 1924   |
| 3  | Генерал-майор Киндзо Ватанабэ      | 4 февраля 1924  | 26 июля 1927     |
| 4  | Генерал-майор Нэносукэ Сато        | 26 июля 1927    | 24 апреля 1930   |
| 5  | Генерал-майор Такэси Косуги        | 24 апреля 1930  | 11 апреля 1932   |
| 6  | Генерал-майор Ёсисигэ Симидзу      | 11 апреля 1932  | 18 марта 1933    |
| 7  | Генерал-майор Кэнносукэ Оцука      | 18 марта 1933   | 22 января 1934   |
| 8  | Генерал-майор Такаакира Куваки     | 22 января 1934  | 1 августа 1935   |
| 9  | Генерал-лейтенант Рюхэй Огису      | 1 августа 1935  | 1 марта 1937     |
| 10 | Генерал-майор Масахиса Хата        | 1 марта 1937    | 19 февраля 1938  |
| 11 | Генерал-майор Хисакадзу Танака     | 19 февраля 1938 | 8 сентября 1938  |
| 12 | Генерал-майор Кадзуо Оцу           | 15 октября 1938 | марта 1940       |
| 13 | Генерал-лейтенант Микио Уэмура     | 9 марта 1940    | 1 марта 1941     |
| 14 | Генерал-лейтенант Такадзи Вати     | 1 марта 1941    | 20 Февраля 1942  |
| 15 | Генерал-лейтенант Кэйситиро Хигути | 20 февраля 1942 | 29 октября 1943  |
| 16 | Генерал-лейтенант Симпати Кондо    | 29 октября 1943 | 8 июля 1944      |
| 17 | Генерал-лейтенант Харуки Исаяма    | 8 июля 1944     | 17 сентября 1945 |